# Gheorghe Berceanu
Gheorghe Berceanu (ur. 28 grudnia 1949 w Cârnie, zm. 30 sierpnia 2022 w Slatinie) – rumuński zapaśnik. Dwukrotny medalista olimpijski.
Walczył w stylu klasycznym, w kategorii papierowej (do 48 kilogramów). Brał udział w dwóch edycjach letnich igrzysk olimpijskich (XX Letnie Igrzyska Olimpijskie Monachium 1972, XXI Letnie Igrzyska Olimpijskie Montreal 1976), podczas obu zdobył medale. Triumfował w 1972, cztery lata później zajął drugie miejsce. Był mistrzem świata w 1969 i 1970, był srebrnym medalistą tej imprezy w 1975. Stawał na podium mistrzostw Europy (złoto w 1970, 1972 i 1973).